# كوينسي فورد
كوينسي فورد (بالإنجليزية: Quincy Ford)‏ (20 يناير 1993 بسانت بيترسبرغ في الولايات المتحدة - ) هو لاعب كرة سلة أمريكي في مركز هجوم صغير الجسم.

## وصلات خارجية
- كوينسي فورد على موقع سبورتس رفرنس (الإنجليزية)
- كوينسي فورد على موقع كرة السلة الأوروبية.كوم (الإنجليزية)
- كوينسي فورد على موقع DraftExpress.com (الإنجليزية)
- كوينسي فورد على موقع إي إس بي إن.كوم (الإنجليزية)
- كوينسي فورد على موقع كلية كرة السلة في سبورتس رفرنس.كوم (الإنجليزية)
- كوينسي فورد على موقع ريلجم (الإنجليزية)
- كوينسي فورد على موقع بروبوليرز (الإنجليزية)
- كوينسي فورد على موقع سبورتس رفرنس (الإنجليزية)
- كوينسي فورد على موقع سبورتس رفرنس (الإنجليزية)